# Zespół Hurieza
Zespół Hurieza (ang. Huriez syndrome) – rzadki, uwarunkowany genetycznie zespół, charakteryzujący się wrodzonym współwystępowaniem rogowca dłoni i stóp oraz sklerodaktylii. Opisany przez Hurieza i wsp. w 1968 roku.